# Лимина
Лѝмина (на италиански и на сицилиански: Limina) е село и община в Южна Италия, провинция Месина, автономен регион и остров Сицилия. Разположено е на 552 m надморска височина. Населението на общината е 916 души (към 2011 г.).